# Þrymr
Pour les articles homonymes, voir Thrym.
Thrymr (en vieux norrois : Þrymr), également connu sous le nom de Thrym, est une divinité nordique (jötunn).
Géant et roi du Jötunheim (pays des Jötnar), il est principalement connu par le Chant de Thrym ainsi que le Hversu Noregr byggdist.

## Biographie
Son nom signifie « vacarme » en vieux norrois.
Selon le Hversu Noregr byggdist, il serait originaire de Värmland, en Suède actuelle, mais du pays des Jötnar selon le Thrymskvida (Chant de Thrym).
Il est connu pour avoir volé Mjöllnir, le marteau de Thor, afin de forcer les dieux à lui donner la main de Freyja en mariage. Il vit dans le royaume de Jötunheim.
Heimdall suggère à Thor de se déguiser en mariée. La ruse réussit et Thor se saisit du marteau que l'on a apporté pour consacrer les futurs époux et massacre le géant avec sa famille.

## Famille

### Mariage et enfants
Avec une femme inconnue, il eut : 
- Bergfin
- Bergdís, qui épouse Raum l'Ancien

## Hommage et postérité

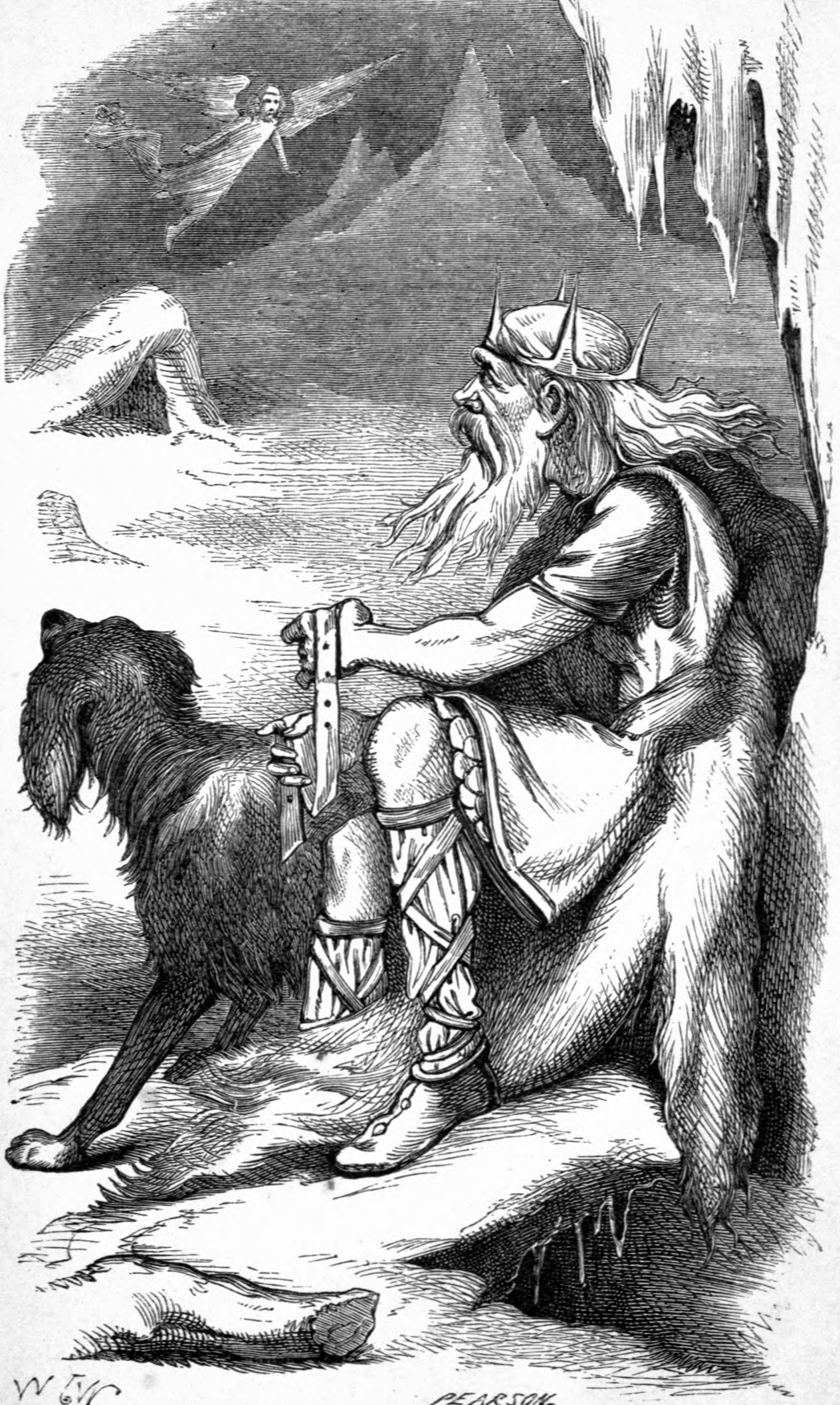
Thrym et son chien. Illustration de W. J. Wiegand, 1871

- Une des lunes de la planète Saturne a été nommée Thrymr, en référence au géant.
- Dans le jeu de rôle Donjons et Dragons, Þrymr est le nom du dieu des géants de la glace.
- dans l'anime japonais Sword Art Online, il est le dernier personnage que les protagonistes doivent vaincre. Dans cette histoire, Þrymr est le roi des géants de glace, qui vole le trésor du pays de Freyja qu'il veut épouser. Kirito et ses amis sont alors chargés de le vaincre pour enfin obtenir l'épée Excalibur.

### Sources
- (en) Cet article est partiellement ou en totalité issu de l’article de Wikipédia en anglais intitulé « Þrymr » (voir la liste des auteurs).